# Svetovno prvenstvo v hokeju na ledu 1994
Svetovno prvenstvo v hokeju na ledu 1994 je bilo oseminpetdeseto Svetovno prvenstvo v hokeju na ledu. Potekalo je med 13. marcem in 8. majem 1994 v Bolzanu, Canazeiju in Milanu, Italija (skupina A), Københavnu, Danska (skupina B), Popradu in Spišskí Noví Vesi, Slovaška (skupina C1) ter Barceloni, Španija (skupina C2). Zlato medaljo je osvojila kanadska reprezentanca, srebrno finska, bronasto pa švedska, v konkurenci petintridesetih reprezentanc, drugič tudi slovenske, ki je osvojila petindvajseto mesto. To je bil za kanadsko reprezentanco dvajseti naslov svetovnega prvaka. 

## Dobitniki medalj
| Zlato | Srebro | Bron |
| KanadaBill Ranford Stephane Fiset Jamie Storr Yves Racine Rob Blake Darryl Sydor Steve Duchesne Bobby Dollas Luke Richardson Marc Bergevin Paul Kariya Brendan Shanahan Joe Sakic Luc Robitaille Geoff Sanderson Rod Brind'Amour Steve Thomas Jason Arnott Nelson Emerson Shayne Corson Mike Ricci Pat Verbeek Kelly Buchberger | FinskaJarmo Myllys Jukka Tammi Pasi Kuivalainen Timo Jutila Hannu Virta Waltteri Immonen Mika Strömberg Marko Kiprusoff Erik Hämäläinen Janne Laukkanen Saku Koivu Jari Kurri Mikko Mäkelä Jere Lehtinen Sami Kapanen Raimo Helminen Ville Peltonen Esa Keskinen Mika Nieminen Christian Ruuttu Janne Ojanen Marco Palo Mika Alatalo | ŠvedskaRoger Nordström Tommy Salo Johan Hedberg Magnus Svensson Roger Johansson Fredrik Stillman Nicklas Lidström Kenny Jönsson Peter Andersson Tommy Sjödin Mats Sundin Jonas Bergqvist Roger Hansson Jörgen Jönsson Charles Berglund Tomas Forslund Andreas Dackell Mikael Johansson Stefan Örnskog Mikael Andersson Jan Larsson Patrik Carnbäck Patrik Juhlin |

## Končni vrstni red
1. Kanada
2. Finska
3. Švedska
4. ZDA
5. Rusija
6. Italija
7. Češka
8. Avstrija
9. Nemčija
10. Francija
11. Norveška
12. Združeno kraljestvo
13. Švica
14. Latvija
15. Poljska
16. Japonska
17. Danska
18. Nizozemska
19. Romunija
20. Kitajska
21. Slovaška
22. Belgija
23. Ukrajina
24. Kazahstan
25. Slovenija
26. Madžarska
27. Bolgarija
28. Estonija
29. Španija
30. Južna Koreja
31. Hrvaška
32. Belgija
33. Avstralija
34. Izrael
35. Južna Afrika